# Futbalový Klub Inter Bratislava
Il Futbalový Klub Inter Bratislava o Inter Bratislava era una società calcistica slovacca e, in precedenza, cecoslovacca, di Bratislava.

## Storia
L'Inter Bratislava fu fondato nel 1940 dalla raffineria Apollo, azienda che più avanti verrà rinominata Slovnaft. Presto dimostrò di essere una delle squadre più forti del campionato cecoslovacco, tradizione poi continuata nel nuovo stato indipendente della Slovacchia. Nel 1976 l'Inter fornì un giocatore alla squadra della Cecoslovacchia che vinse il Campionato Europeo per nazioni: Ladislav Jurkemik. In tempi più recenti l'Inter è stato in grado di realizzare il double slovacco, vincendo sia il campionato che la coppa nazionale nel 2001. Il 18 giugno 2009 si è sciolta e il 23 giugno è stata assorbita dall'FK Senica.

## Cronistoria
- 1940 - Fondato come ŠK Apollo Bratislava
- 1945 - Rinominato TKNB Bratislava
- 1948 - Rinominato Sokol SNB Bratislava
- 1952 - Rinominato TJ Cervena Hviezda Bratislava
- 1959 - Prima qualificazioni in Europa, 1959-60
- 1962 - Rinominato in TJ Slovnaft Bratislava in seguito alla fusione con il TJ Iskra Slovnaft Bratislava
- 1965 - Rinominato TJ Internacionál Slovnaft Bratislava
- 1986 - Rinominato in TJ Internacional Slovnaft ZTS Bratislava in seguito alla fusione con il TJ ZTS Petržalka
- 1991 - Rinominato AŠK Inter Slovnaft Bratislava
- 2004 - Rinominato FK Inter Bratislava
- 2009 - Scioglimento e assorbimento da parte del Senica

## Calciatori

### Vincitori di titoli
Campioni d'Europa
- Ladislav Jurkemik (Jugoslavia 1976)
- Jozef Barmoš (Jugoslavia 1976)
- Ladislav Petráš (Jugoslavia 1976)

## Palmarès

### Competizioni nazionali
- Campionato slovacco: 2

1999-2000, 2000-2001
- Coppa di Slovacchia: 6

1983-1984, 1987-1988, 1989-1990, 1994-1995, 1999-2000, 2000-2001
- Campionato cecoslovacco: 1

1958-1959
- Supercoppa di Slovacchia: 3

1995, 2000, 2001
- 2. Liga (Slovacchia): 1

2008-2009
- 3. Liga (Slovacchia): 1

2016-2017 (girone Bratislava)

### Competizioni internazionali
- Coppa Piano Karl Rappan / Coppa Intertoto:4[1]

1962-1963, 1963-1964, 1976, 1977
- Coppa Mitropa: 1

1968-1969

### Altri piazzamenti
- Campionato cecoslovacco:

Secondo posto: 1960-1961, 1974-1975, 1976-1977
Terzo posto: 1953, 1954, 1953, 1957-1958, 1961-1962, 1989-1990
- Coppa di Cecoslovacchia:

Finalista: 1983-1984, 1987-1988, 1989-1990
- Campionato slovacco:

Secondo posto: 1993-1994, 1998-1999
Terzo posto: 1996-1997, 1997-1998, 2001-2002
- Coppa di Slovacchia:

Semifinalista: 1993-1994, 1996-1997, 1997-1998
- Coppa Mitropa:

Finalista: 1969-1970
- Coppa Piano Karl Rappan:

Finalista: 1966-1967